# Tres metros sobre el cielo
Tres metros sobre el cielo è un film del 2010 diretto da Fernando González Molina.
Interpretato da Mario Casas, María Valverde, Diego Martín e Nerea Camacho, è un remake del film italiano del 2004 Tre metri sopra il cielo, diretto dal regista Luca Lucini, tratto dal romanzo omonimo di Federico Moccia.

## Trama
Hache è un teppista che passa i suoi giorni ad allenarsi fronteggiandosi con i compagni e partecipando a gare di moto clandestine. Babi è una studentessa modello e ragazza per bene. Fra i due nasce l'amore, nonostante siano completamente differenti.
L'approccio fra i due non è dei migliori: Hugo, soprannominato Hache, dopo aver abbandonato l'aula di un tribunale, incontra Babi in macchina con il padre, che la sta accompagnando, e le propone di fare un giro insieme, ma la ragazza lo liquida mandandolo a quel paese. Babi giunge a scuola e utilizzando il proprio cellulare cerca di aiutare la sua amica Katina durante un'interrogazione di latino, ma viene scoperta e punita dalla professoressa.
Babi e Katina partecipano alla festa di una loro compagna e Hache dopo essere riuscito a battere Chino a una gara di flessioni, decide di imbucarsi insieme a Pollo e gli altri ad una festa. Qui Pollo sottrae dalle borse delle ragazze che partecipano alla festa le loro paghe settimanali e conosce Katina. Intanto Hache rivede Babi e le si avvicina infastidendola, al che il suo ragazzo, Chico, decide di intromettersi tra i due. Babi, stanca dalle avance di Hache, gli versa un bicchiere di frappé addosso e Hache vedendo ridere Chico lo spinge buttandolo su un tavolo, facendogli male. A quel punto Babi, preoccupata, si avvicina al suo ragazzo e Hache la prende sulle spalle e la porta in piscina buttandosi con lei. Nel frattempo Chico chiama la polizia e tutti gli imbucati, compreso Hache si danno alla fuga. Poco più tardi gli imbucati seguono Chico e Babi che tornano a casa e gli distruggono l'auto; in seguito Hache picchia Chico mentre Babi cerca di fermarlo. Alcuni passanti cercano di fermare Hache e finiscono per farsi male, nel frattempo Chico scappa abbandonando Babi. Hache la riaccompagna a casa.
Il giorno dopo Pollo e Katina escono insieme a pranzo, mentre Hache e Babi litigano di nuovo quando si incontrano fuori dalla scuola di lei. Intanto lei denuncia Hache, e glielo dice durante una serata di gare di moto, ma ciò non fa preoccupare Hache, che le dice che lei sarà talmente cotta di lui che in tribunale farà di tutto per salvarlo. Babi si trova coinvolta nella gara, che fa terminare immediatamente quando vede che un motociclista si fa male durante la gara. Improvvisamente arriva la polizia e Babi e Hache scappano insieme; i due sono costretti a separarsi e lei mentre si nasconde finisce nel letame sporcandosi completamente; al ritorno di Hache sarà costretta a spogliarsi e restare in mutande e reggiseno, indossando il giubbino di lui, che le dice che non può assolutamente salire sulla sua moto tutta sporca di letame.
Giunti sotto casa di Babi, Hache la prende per mano e comincia a baciarla fingendo di volerla baciare anche sulle labbra, Babi serra le labbra e aspetta il suo bacio ma quando apre gli occhi capisce di essere stata presa in giro e gli dà uno schiaffo. Il giorno dopo Babi riceve da Katina una foto di Hache in una discoteca; Babi decide di andarci e lì avviene il primo bacio fra i due. Il giorno dopo Babi marina la scuola insieme a Hache, ma la ragazza viene scoperta dalla sua professoressa e rischia l'espulsione dopo aver presentato una firma falsa. In quest'occasione Hache spiega a Babi di non essere in buoni rapporti con la madre infedele e di aver picchiato il suo amante, per cui è stato denunciato. Durante una serata, mentre Hache, Babi, Katina e Pollo sono insieme, Mara, una ragazza invaghita di Hache, aggredisce Babi, che ha la meglio sulla donna del Chino.
Tra Babi e Hache, successivamente alla nascita dell'amore, inizia il periodo delle prime incomprensioni, alimentate in particolare dalla madre di lei, che cerca di allontanare sua figlia dal teppista. La madre di Babi fa una donazione alla scuola per non far espellere la figlia; Babi fa da baby-sitter ad un bambino e Hache si presenta in compagnia di Pollo per tenere il bambino a bada mentre lui si apparta con Babi. Pollo chiama il resto degli amici e Babi si arrabbia cacciando tutti, compreso Hache. Hache invita Babi a casa sua per farsi perdonare, ma la ragazza non si presenta perché è stata accusata di aver rubato un anello a casa del bambino. Hache capisce che è stato il Chino e lo affronta di fronte a tutti i compagni, riuscendo ad ottenere l'anello, che riconsegna a Babi. Fra i due c'è un po' di pace e Babi decide di regalare la sua verginità all'amato, in una vecchia casa abbandonata. In quest'occasione Hache rivela a Babi che è talmente felice che non solo gli sembra di toccare il cielo con un dito, ma di poter camminare almeno tre metri sopra esso.
In seguito Babi scopre che Hache ha rubato il cane della sua professoressa per ricattarla affinché la trattasse bene e fra i due c'è l'ennesima litigata. Intanto, la madre di Babi cerca di convincere la figlia a frequentare un suo vicino e di farsi accompagnare al ballo; Babi accetta, eppure al ballo si presenta anche Hache e i due rifanno subito coppia, ma la magia del loro rapporto viene distrutta quando l'accompagnatore deciso dalla madre fa cadere dei bicchieri di champagne su Babi, facendo infuriare Hache, che lo aggredisce.
Nel frattempo Pollo e Katina hanno un incidente durante la gara, e Hache e Babi si presentano sul luogo dell'incidente. Babi abbraccia Katina, che dice ad Hache che Pollo non si sveglia; così lui si avvicina all'amico, scoprendo che è morto.
Babi si rende conto che la vita di Hache è a rischio a causa delle corse e rinfaccia più volte a quest'ultimo che è il responsabile della morte del suo amico. Hache, non accettando ciò che dice Babi, le dà uno schiaffo, causando la rottura definitiva tra i due. Alcuni mesi più tardi Katina regala a Hache una foto di quest'ultimo insieme a Pollo, dicendogli che lei e Babi non si frequentano più a causa del suo abbandono e che quest'ultima sta anche frequentando un altro. Hache chiama a casa di Babi e chiede di lei, ma la madre gli attacca il telefono in faccia; poco dopo, dal portone di casa di Babi, escono in una macchina Babi e il suo nuovo fidanzato. Hache, in compagnia del fratello, si allontana in moto.

## Adattamento dei nomi
- Stefano Mancini è diventato Hugo Olivera, e il suo soprannome Step e diventato Hache (spesso indicato semplicemente con "H") che significa appunto "acca" in spagnolo.
- Pallina Longobardi è diventato Katina Herreruela.
- Fabrizia "Babi" Gervasi è diventato solo Babi Alcazar.
- Madda è diventato Mara.
- Il Siciliano è stato adattato come Chino che significa "cinese" in spagnolo.
- Chicco Brandelli è diventato Chico.
- La madre di Babi, da Raffaella è stato adattato in Rafaela.
- Paolo Mancini è stato adattato in Alejandro Olivera e chiamato semplicemente Alex.

## Differenze tra il film italiano e quello spagnolo
- Nella versione italiana il primo incontro tra Step e Babi avviene mentre lui è seduto con Pollo su una panchina e vede passare Babi in una macchina notandola. La versione spagnola è uguale a quella del libro, Hache sulla sua moto nota nel traffico Babi e si avvicina alla sua macchina chiedendole di fare un giro insieme.
- Nella versione italiana dopo che Babi ha buttato in faccia a Step dello champagne, Step la trascina in bagno e con lo getto la bagna completamente in una vasca, nella versione spagnola dopo che Babi ha gettato del frappe addosso ad Hache, quest'ultimo la trascina in una piscina buttandosi con lei.
- Nella versione italiana le corse clandestine non mostrano scene di utilizzo di bastoni e calci durante le corse come avviene nel romanzo, nelle scene spagnole vengono mostrate scene simili.
- Nella versione spagnola viene mostrato che Step ha rapporti sessuali con Madda come spiegato nel libro, nella versione italiana ciò non avviene.
- Nella versione italiana Pallina finge di chiedere aiuto a Babi per farla giungere in discoteca, mentre nella versione spagnola Babi decide di andarci dopo che da Pallina ha ricevuto un sms con la foto di Hache che si trova con lei e Pollo in discoteca.
- Nella versione italiana è assente la scena dove Step chiama Babi per organizzare il suo primo giorno di sega a scuola, mentre nella versione spagnola è simile a quella del libro.
- Nella versione italiana Step è meno violento, mentre nella versione spagnola si mostra uguale al libro e viene spiegato che gli scatti di Hache sono dovuti al trauma della relazione della madre con un altro uomo.
- Nella versione italiana viene solo spiegato che Step aggredisce l'amante della madre dopo averli scoperti stare insieme, nella versione spagnola la scena viene mostrata completamente durante i ricordi del protagonista.
- La lite tra Babi e Madda nella versione italiana è completamente differente a quella raccontata nel libro, mentre nella versione spagnola è simile.
- Nella versione italiana la prima volta tra Step e Babi avviene in un castello dove Babi da bambina sognava di essere una principessa, mentre nella versione spagnola in una casa abbandonata.
- Nella versione italiana Babi e Step litigano perché mentre lei faceva la baby-sitter a casa di un bambino, è scomparsa una collana, mentre nella versione spagnola si tratta di un anello.
- Nella versione italiana Step capisce che ad aver preso la collana è stato il Siciliano e giunge a casa sua a riprenderla, nella versione spagnola lo affronta alla piazza dove si riunisce con i suoi compagni e dopo averlo steso, Madda gli dà l'anello rubato.
- Nella versione italiana non viene mostrato il combattimento tra Step e il Siciliano, mentre nella versione spagnola viene mostrato ed è simile a quello descritto nel romanzo.
- Nella versione spagnola Babi medica Hache dopo avergli riportato l'anello, nella versione italiana Step le ridà la collana allontanandosi.
- Nella versione italiana Step decide di non partecipare a una gara di Pollo nel tentativo di riconquistare Babi dopo l'ennesima litigata, nella versione spagnola la segue ad un ballo formale picchiando l'accompagnatore scelto dalla madre dopo che per sbaglio quest'ultimo le butta addosso dei bicchieri di Champagne.
- Nella versione italiana la gara dove muore Pollo mostra Pallina tra i ragazzi che seguono la gara, nella versione spagnola è con lui sulla moto che fa la groupie.
- Nella versione spagnola viene mostrata la scena dove Hache, dopo la morte di Pollo chiama a casa di Babi chiedendo se lei è in casa, nella versione italiana questa scena è assente.

## Sequel
Esattamente come per il libro e il film italiano, questa versione ha avuto come seguito Tengo ganas de ti ("Ho voglia di te"), uscito nel 2012.